# Turistická značená trasa 0858
 Turistická značená trasa č. 0858 měří 12,5 km a spojuje obec Stredná Revúca a rozcestí Blatná - horáreň (Ľubochňa) v pohoří Velká Fatra v okrese Ružomberok na Slovensku.

## Průběh trasy
Trasa stoupá z obce Stredná Revúca v souběhu s  NCH Čierny kameň do Sedla pod Čierným kameňom, u kterého těsně míjí NPR Čierny kameň. Ze sedla pak prudce klesá do Lubochnianské doliny, kterou pak mírně sklesává až ke svému konci u rozcestí Blatná - horáreň.
| Km   | Místo                     | Navazující a křižující trasy | Souřadnice                       | Nadm. výška  |
| ---- | ------------------------- | ---------------------------- | -------------------------------- | ------------ |
| 0,0  | Stredná Revúca            | NCH Čierny kameň             | 48°55′22″ s. š., 19°10′53″ v. d. | 690 m n. m.  |
| 4,1  | Sedlo pod Čiernym kameňom | NCH Čierny kameň, 5600       | 48°56′25″ s. š., 19°8′50″ v. d.  | 1266 m n. m. |
| 5,7  | Močidlo                   | 8614                         | 48°57′4″ s. š., 19°8′16″ v. d.   | 861 m n. m.  |
| 9,4  | Rakytov                   |                              | 48°58′56″ s. š., 19°8′18″ v. d.  | 740 m n. m.  |
| 12,5 | Blatná - horáreň          | 8602                         | 49°0′34″ s. š., 19°8′40″ v. d.   | 665 m n. m.  |

## Galerie

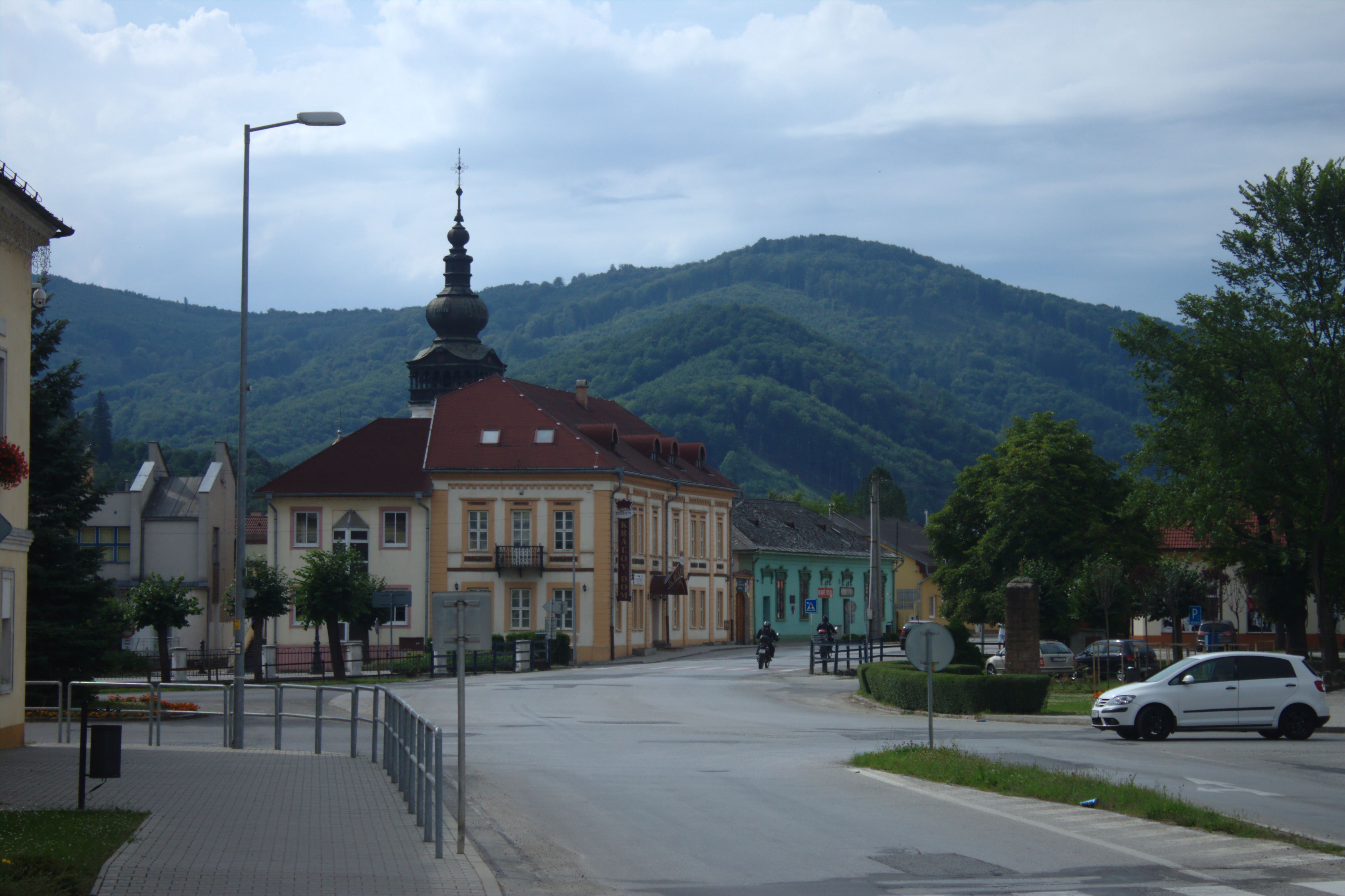
Revúca
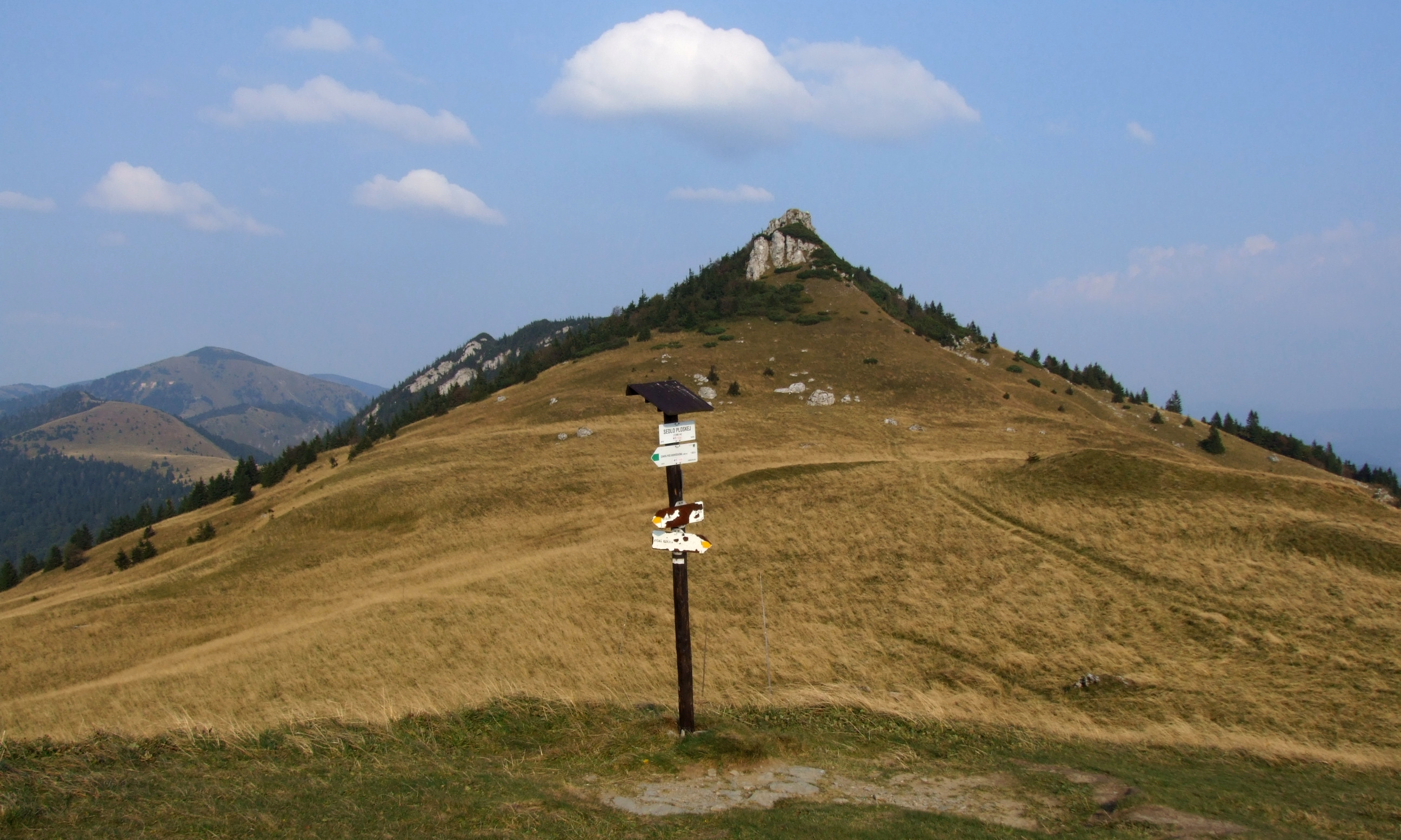
Čierny kameň
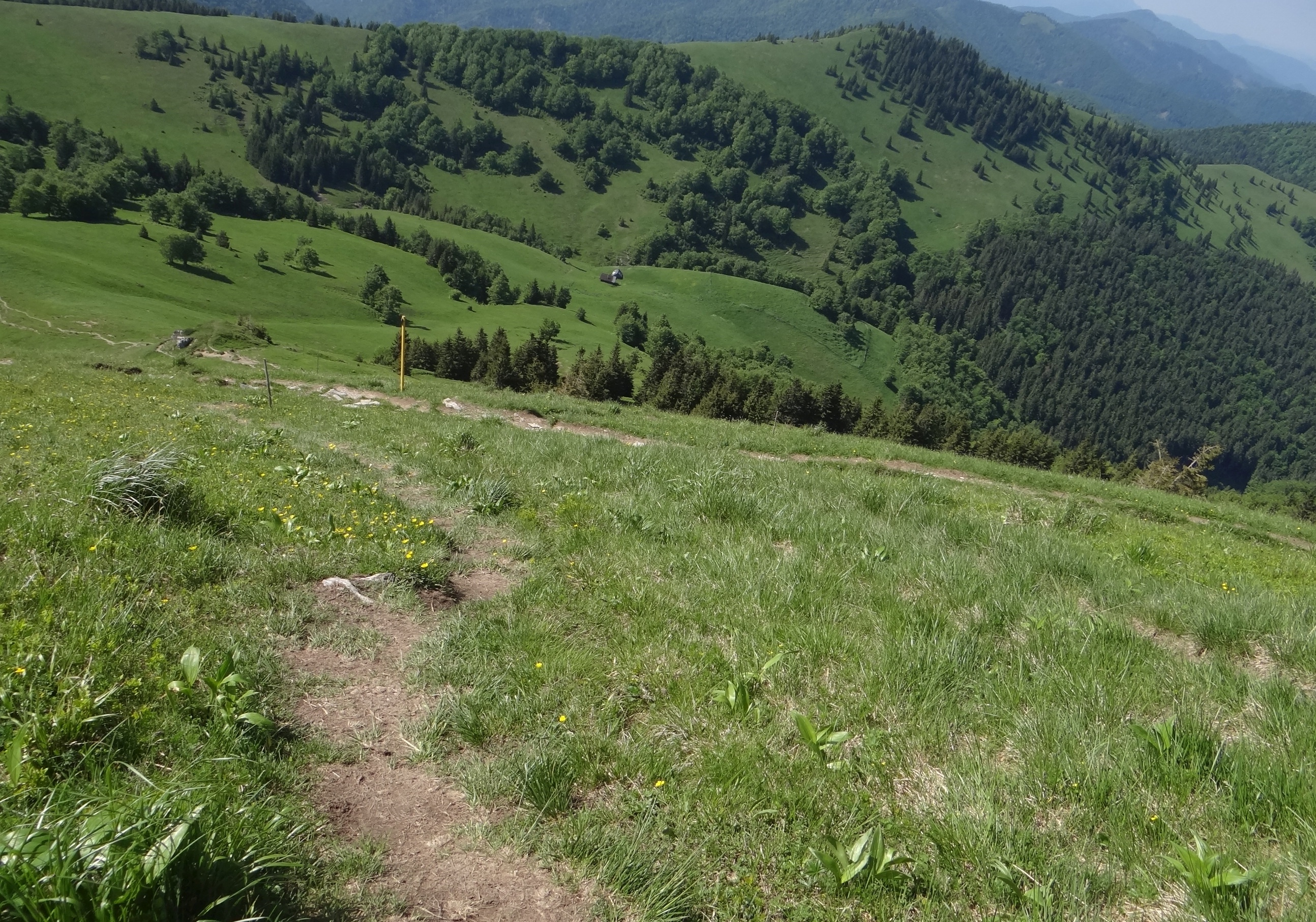
Močidlo